# لويس هورنبي
لويس هورنبي (بالإنجليزية: Lewis Hornby)‏ هو لاعب كرة قدم بريطاني في مركز الوسط، ولد في 25 أبريل 1995 في نورثامبتون في المملكة المتحدة. لعب مع نادي كيترينغ تاون ونورثامبتون تاون.

## وصلات خارجية
- لويس هورنبي على موقع قاعدة بيانات كرة القدم.إي يو (الإنجليزية)
- لويس هورنبي على موقع Soccerbase.com (لاعب) (الإنجليزية)